# Maestro delle arciduchesse
Maestro delle arciduchesse  è il nome assegnato ad un pittore anonimo, che verso il 1765 dipinse una serie di sei o sette ritratti ad olio delle arciduchesse asburgiche alla corte di Vienna. Sono i ritratti delle figlie di Maria Teresa d'Austria e sei di loro si trovano nel Castello di Schönbrunn e precisamente nella Kinderzimmer, che prende il suo nome proprio da questi ritratti.
Le arciduchesse ritratte sono:
- Maria Anna
- Maria Cristina
- Maria Elisabetta
- Maria Amalia
- Maria Carolina
- Maria Antonietta

Lo stile del pittore dal nome ignoto in questi quadri rivela l'influenza di Martin van Meytens, il pittore olandese, che fu attivo alla corte di Vienna dopo il 1740 e che durante la reggenza di Maria Teresa a Vienna era il preferito della casa imperiale; tuttavia il "Maestro delle arciduchesse", nel suo modo di intendere il ritratto, era già più moderno.
Già due secoli prima, verso il 1565, era stata realizzata una serie di ritratti di granduchesse, che oggi viene attribuita al pittore italiano Arcimboldo.

## I ritratti

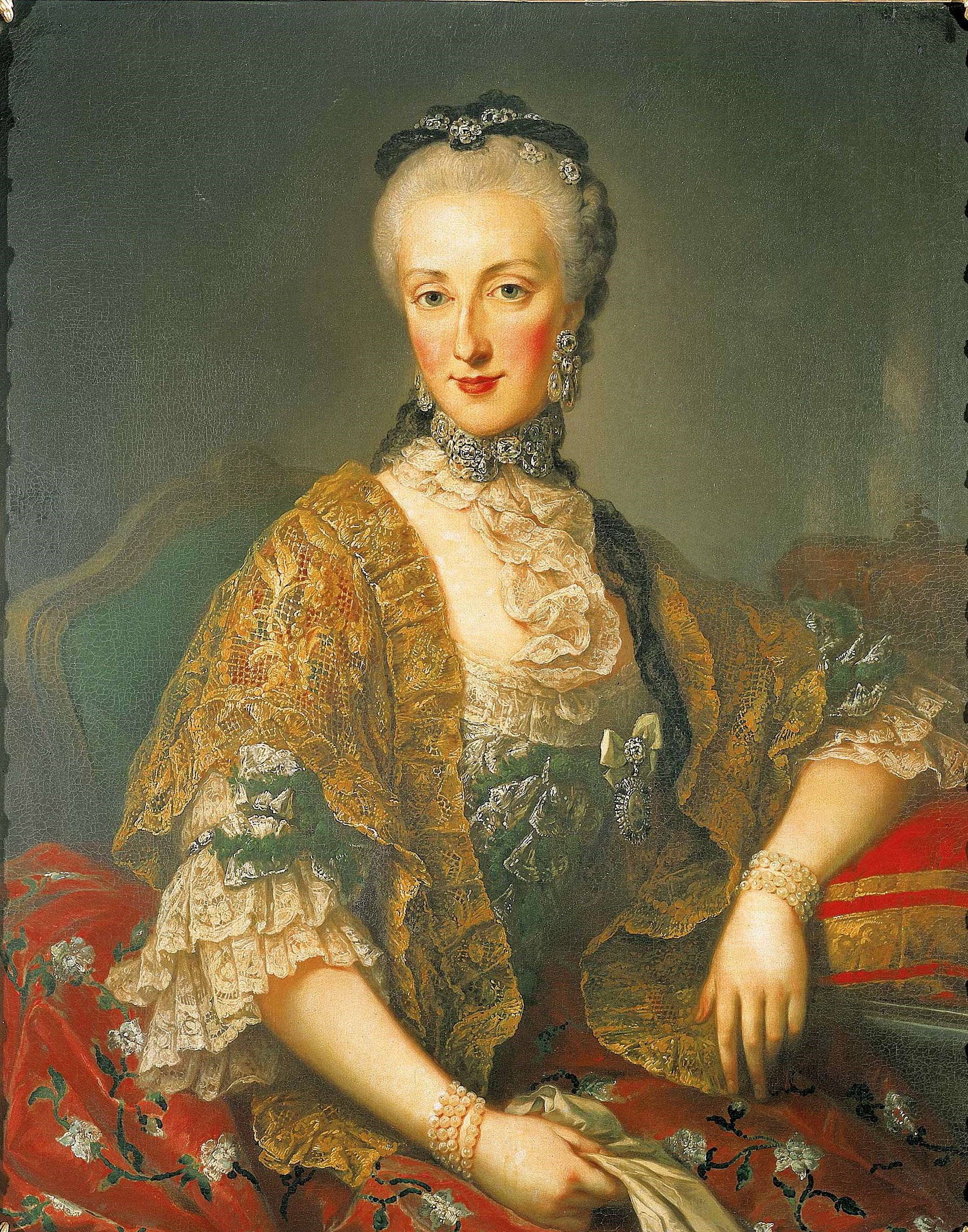
Maria Anna
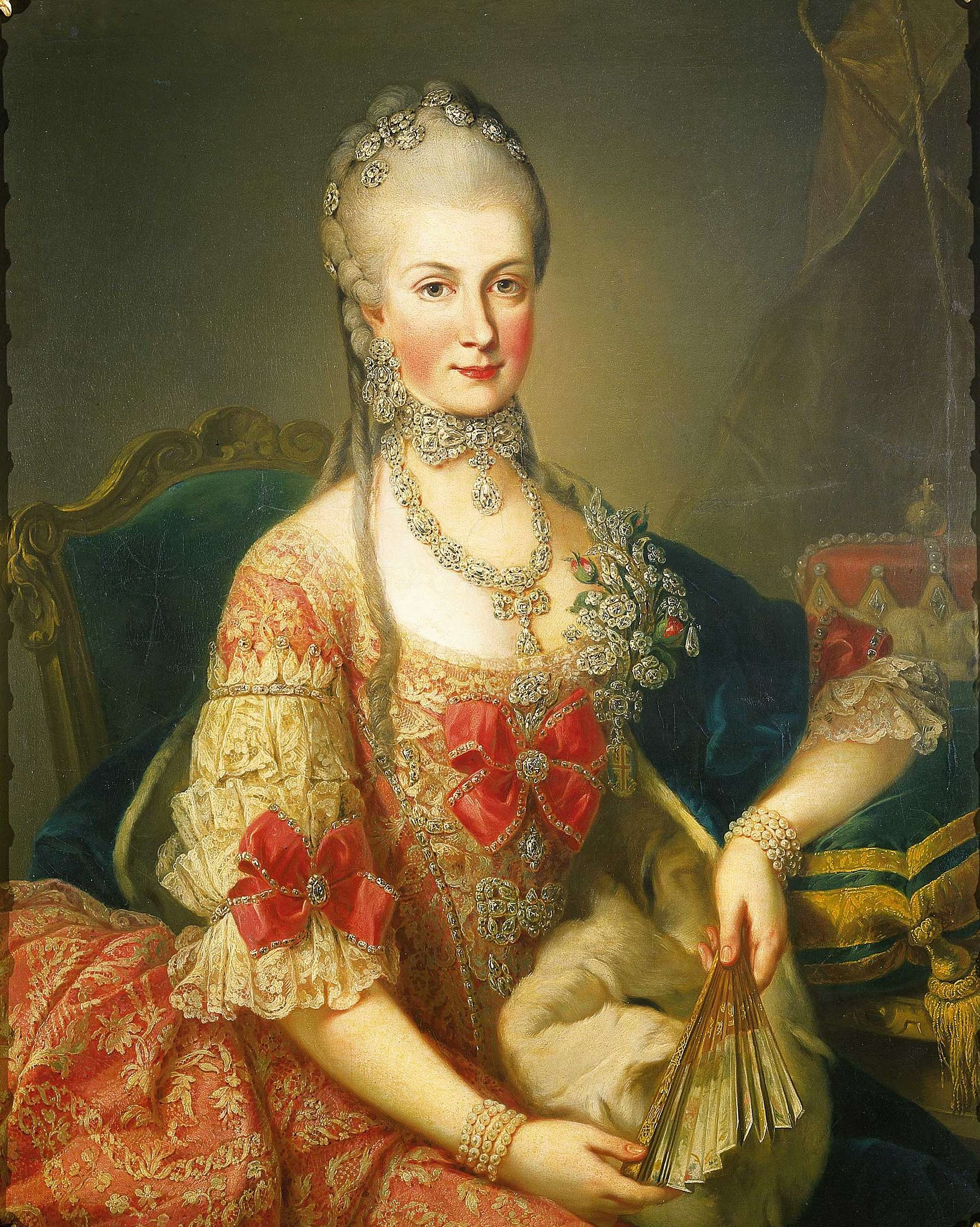
Maria Cristina
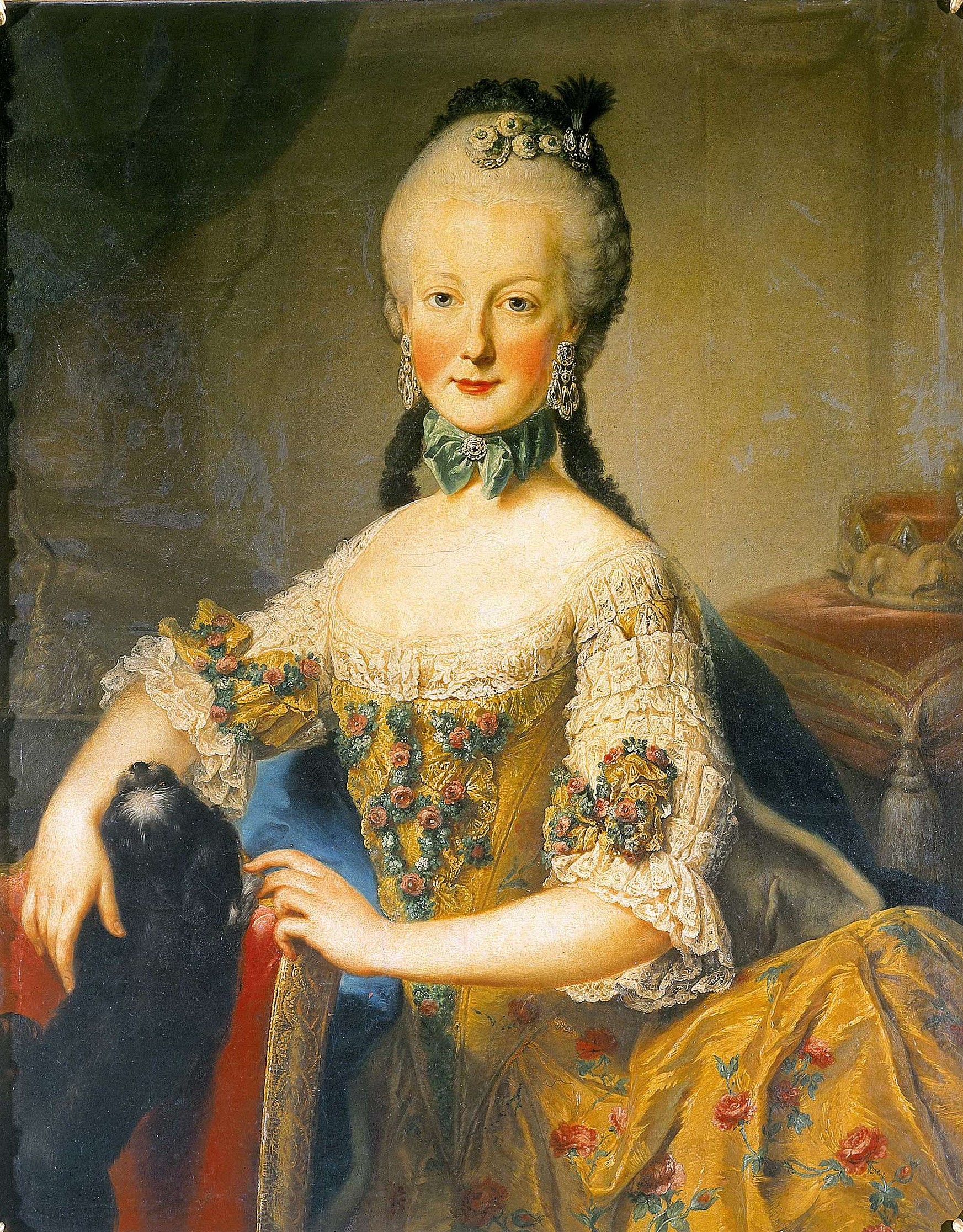
Maria Elisabetta
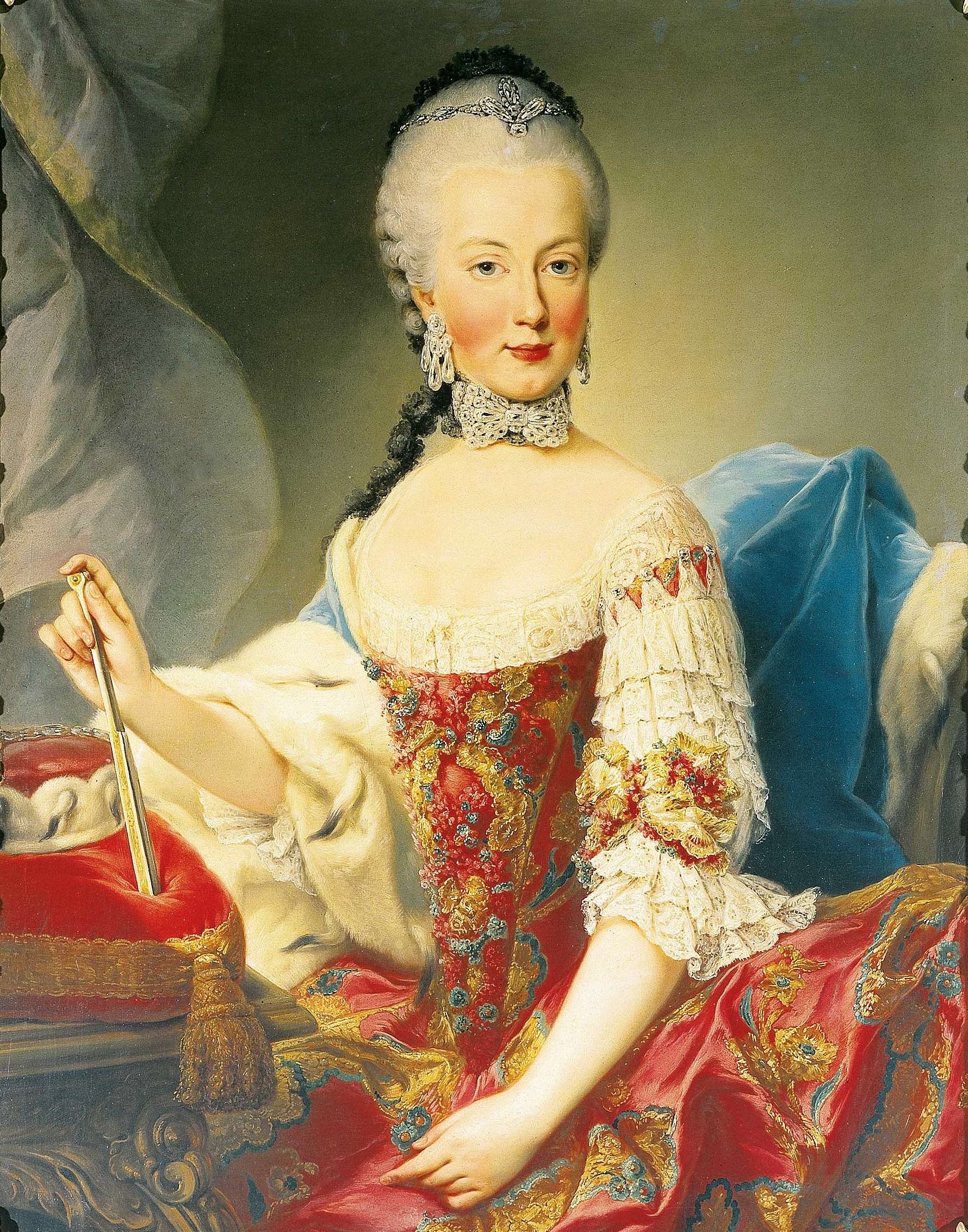
Maria Amalia
Maria Carolina
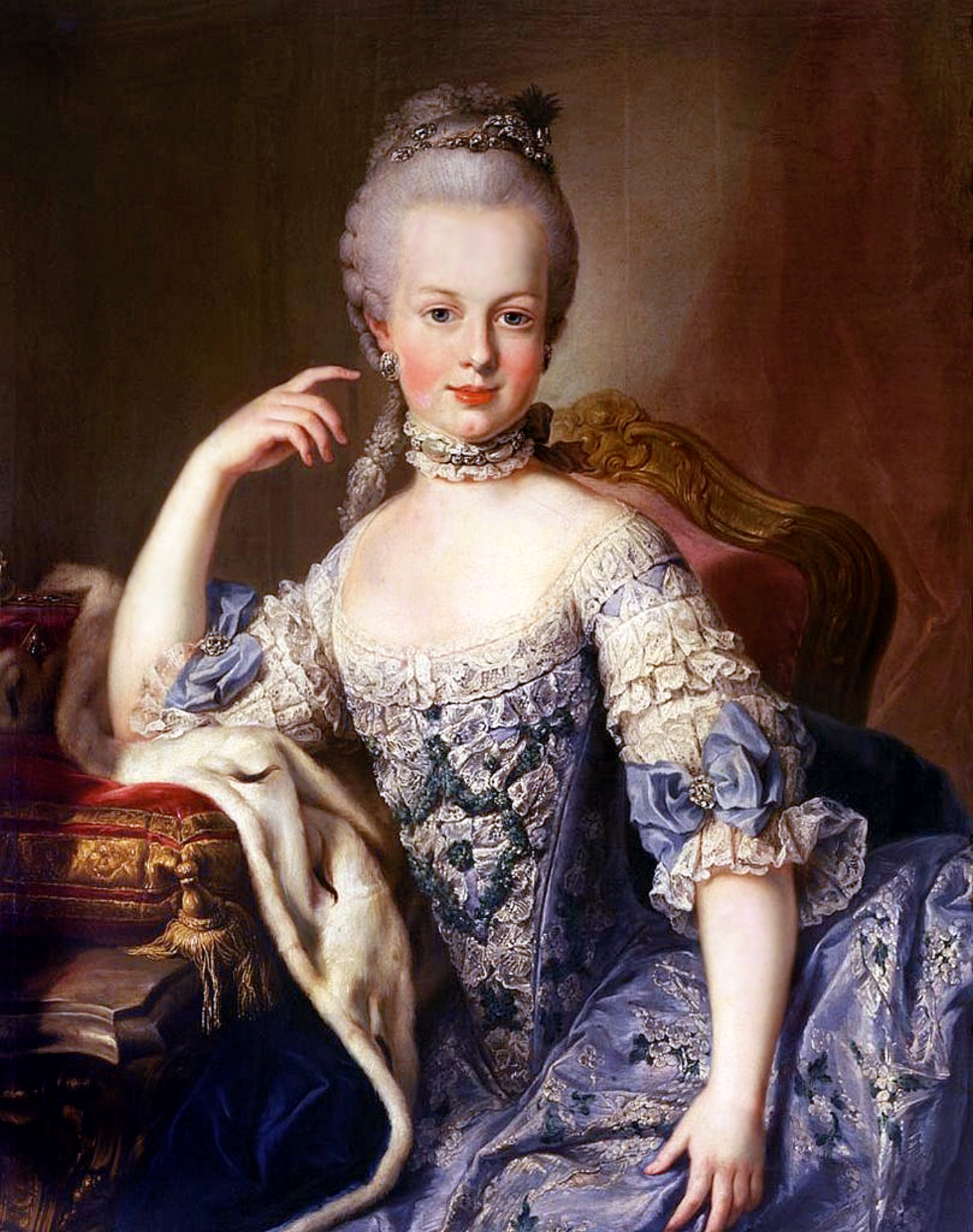
Maria Antonietta